# Mareuil-en-Brie
Mareuil-en-Brie é uma comuna francesa na região administrativa do Grande Leste, no departamento de Marne. Estende-se por uma área de 8.89 km², e possui 280 habitantes, segundo o censo de 2018, com uma densidade de 31 hab/km².